# Adolf Langrod
Adolf Andrzej Langrod (ur. 15 stycznia 1876 w Krakowie, zm. 14 października 1968 w Paryżu) – polski inżynier kolejnictwa pochodzenia żydowskiego.

## Życiorys
Urodził się w Krakowie, w żydowskiej rodzinie Maurycego Majera Langroda (1838–1917) i Anny Róży Reiss (ur. 1844). Był stryjem Jerzego Stefana Langroda. Ukończył szkołę średnią w Krakowie. W 1905 roku uzyskał na Politechnice Wiedeńskiej stopień doktora nauk technicznych. Zainicjował budowę polskich parowozów, był również ich konstruktorem. Jest autorem prac z zakresu budowy sieci trakcyjnych np.: Mechanika ruchu pociągów i Podstawy trakcji i konstrukcji parowozów wyd. 1948 oraz Teoria i projektowanie parowozów wyd. 1954. Był organizatorem Oddziału Kolejowego na Wydziale Komunikacji Wydziałów Politechnicznych Akademii Górniczej. W 1954 roku przeszedł wraz z katedrą i Wydziałem Mechanicznym na Politechnikę Krakowską. Był profesorem zwyczajnym Wydziału Mechanicznego Politechniki, gdzie pełnił funkcje prodziekana oraz kierownika Katedry Budowy Pojazdów Szynowych. Był członkiem honorowym Stowarzyszenia Inżynierów i Techników Mechaników Polskich.
Był mężem Julii Bronisławy z Gurewiczów, ojcem Wandy Olgi (ur. 1913). Jego bratem był adwokat i notariusz, Rudolf Langrod.
Zmarł 14 października 1968 roku w Paryżu, gdzie został pochowany.

## Ordery i odznaczenia
- Krzyż Komandorski Orderu Odrodzenia Polski (4 kwietnia 1956)[7]
- Medal 10-lecia Polski Ludowej (15 stycznia 1955)[8]
- Krzyż Oficerski Orderu Korony Włoch (Włochy)[1]

## Nagrody[9]
- Nagroda Państwowa II stopnia
- Nagroda Ministra Szkolnictwa Wyższego